# 74. Infanterie-Brigade (Deutsches Kaiserreich)
Die 74. Infanterie-Brigade war ein von 1897 bis 1919 bestehender Großverband der Preußischen Armee.

## Geschichte
Die Brigade wurde am 1. April 1897 in Stettin errichtet und ihr waren die Infanterie-Regimenter Nr. 148 und 149 unterstellt. Gemeinsam mit der 7. und 8. Infanterie-Brigade sowie der 4. Kavallerie-Brigade bildete sie die 4. Division des II. Armee-Korps. Mit dem Wechsel zur 3. Division in Stettin schied das 5. Westpreußische Infanterie-Regiment Nr. 148 im Jahr 1908 aus dem Brigadeverband und wurde durch das Infanterie-Regiment „von der Goltz“ (7. Pommersches) Nr. 54 ersetzt. Mit der Errichtung der 41. Division des XX. Armee-Korps bezog das Brigadekommando am 1. Oktober 1912 Marienburg als neue Garnison. Es formierte sich ab diesem Zeitpunkt mit dem 5. Westpreußischen Infanterie-Regiment Nr. 148 und dem Deutsch Ordens-Infanterie-Regiment Nr. 152.

### Erster Weltkrieg
Mit Ausbruch des Ersten Weltkriegs machte die Brigade im Verbund mit der 41. Infanterie-Division mobil und wurde an der Ostfront eingesetzt. Dort verstärkte ab dem 10. Mai 1915 das Infanterie-Regiment „von Grolman“ (1. Posensches) Nr. 18 das Brigadekommando. Ende Januar 1917 verlegte die Brigade an die Westfront, wo sie bis zum Waffenstillstand von Compiègne am 11. November 1918 kämpfte. Anschließend räumten die unterstellten Formationen das besetzte Gebiet und kehrten zur Demobilisierung in ihre Heimatgarnisonen zurück.

### Kommandeure
| Dienstgrad          | Name                       | Datum                                                         |
| ------------------- | -------------------------- | ------------------------------------------------------------- |
| Generalmajor        | Hermann Pachur             | 22. März 1897 bis 17. November 1898                           |
| Oberst/Generalmajor | Karl Litzmann              | 18. August bis 24. November 1898 (zur Vertretung kommandiert) |
| Generalmajor        | Karl Litzmann              | 25. November 1898 bis 14. Juni 1899                           |
| Generalmajor        | Ferdinand Windt            | 15. Juni 1899 bis 17. August 1900                             |
| Oberst              | Georg von Gayl             | 22. Juli bis 11. August 1900 (zur Vertretung kommandiert)     |
| Generalmajor        | Gotthilf Rahtz             | 18. August 1900 bis 21. April 1902                            |
| Generalmajor        | Adolf von Kries            | 22. April 1902 bis 15. März 1905                              |
|                     | Wilhelm von und zu Bodmann | 16. März 1905 bis 3. April 1907                               |
|                     | Alfred von Otterstedt      | 04. April 1907 bis 21. März 1910                              |
|                     | Oskar von Hutier           | 22. März 1910 bis 20. Februar 1911                            |
|                     | Martin Chales de Beaulieu  | 21. Februar 1911 bis 26. Juni 1913                            |
|                     | Rudolf Reiser              | 27. Juni 1913 bis 8. Mai 1915                                 |
|                     | Georg Schaer               | 09. bis 10. Mai 1915                                          |
|                     | Otto von Homeyer           | 11. Mai 1915 bis 5. April 1917                                |
|                     | Franz Bauer                | 06. April 1917                                                |
|                     | Henning von Lützow         | 20. Januar bis 30. September 1919                             |